# 布里希嘉曼

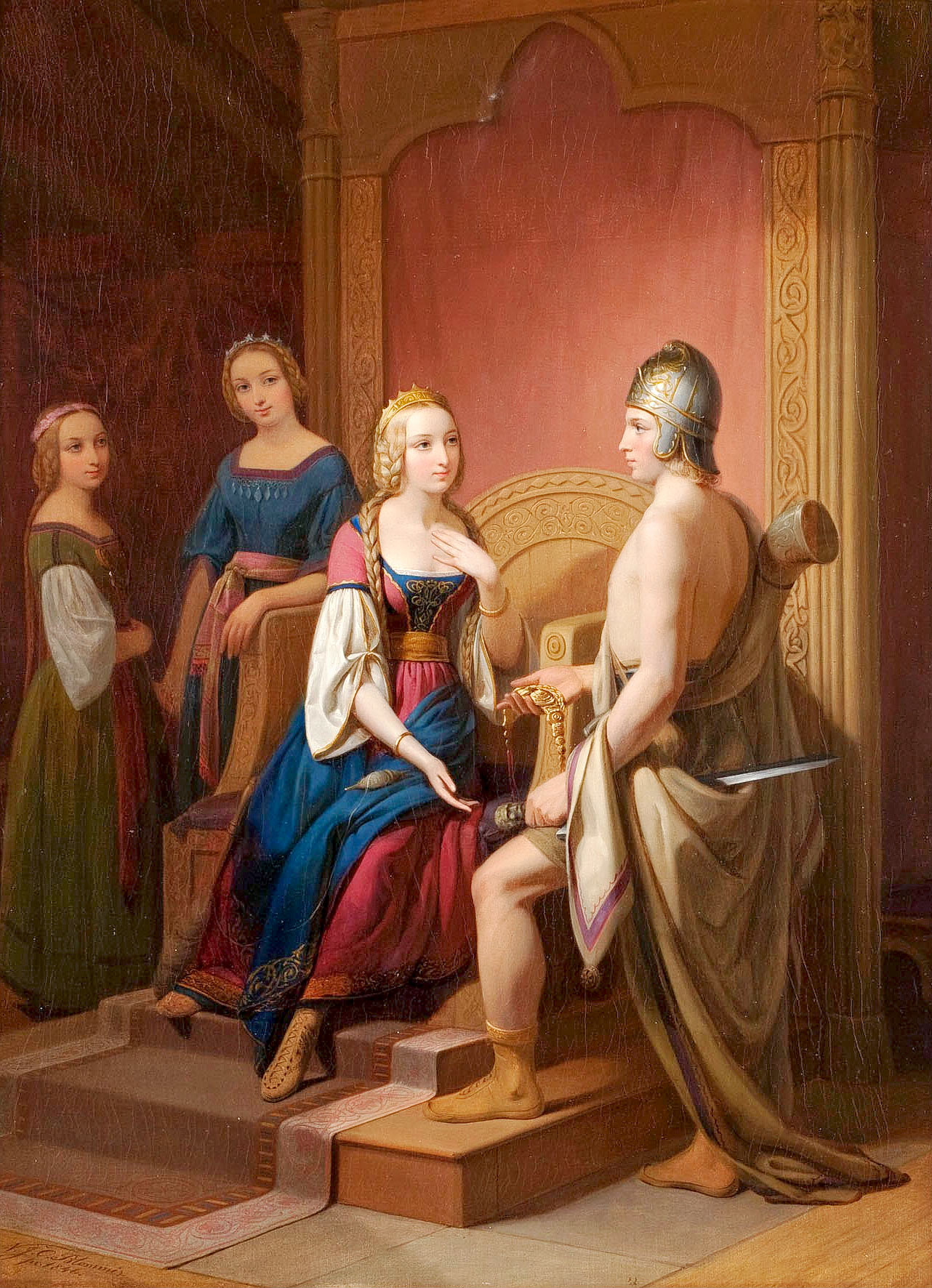
海姆達爾將布里希嘉曼歸還給弗蕾亞，尼爾斯·布洛默繪（1846年）。

布里希嘉曼（Brisingamen，有「閃亮的項鍊」（Bright necklace）、「情熱」（brisinga flaming或glowing）之意）是一串耀眼無比，華麗絕倫的項鍊。傳說它可能是由黃金或是珍珠製成的。
這個項鍊的故事出現在一篇由基督教牧師所寫的小說 Sorla Thattr（Sörla þáttr）中。女神弗蕾亞在文中是名人類，同時也是奧丁王的寵妾。一日見到四位侏儒：杜華林、阿爾弗利克（Alfrigg）、貝爾林（Berling）和格爾（Grer）合力所造的項鍊，為了得到此鍊，弗蕾亞同意與四名侏儒分別各過一夜。在此之後則是基督聖人如何破除項鍊魔力及擊敗異教徒的故事，在此文中，此鍊尚無名稱。之後故事再被改寫，成了現在我們比較熟悉的神話故事情節。
北歐神話中的提到，布里希嘉曼擁有魔力，可以使穿戴的女性更加美麗，使男人都無法抗拒。這個項鍊是女神弗蕾亞的寶物，平時絕不離身。但雷神索爾有一次為了搶回被巨人索列姆偷的雷神之鎚時，不得已假扮弗蕾亞時也戴過它。此外，邪神洛基曾經偷走這條項鍊，弗蕾亞發現後，找來海姆達爾幫她搶回了項鍊。這件事情讓洛基和海姆達爾結下樑子。之後在諸神的黃昏裡，這兩個仇敵會互戰而死。